# Teoría fiscal del nivel de precios
La Teoría Fiscal del Nivel de Precios (Fiscal Theory of the Price Level en inglés o por sus siglas FTPL) ha sido desarrollada principalmente por Eric M. Leeper (1991), Christopher A. Sims (1994), Michael Dean Woodford (1994, 1995, 2001) y John Cochrane () Esta argumenta que la política fiscal juega un papel tan importante como la política monetaria en la determinación del nivel de precios. 
La idea principal de la FTPL es que el nivel de precios está determinado por la restricción presupuestaria intertemporal. Esto es, el nivel de precios se ajusta al nivel necesario para asegurar que el valor nominal de la deuda gubernamental dividida entre el nivel de precios es igual al valor de los ingresos futuros esperados por el sector público.
{\displaystyle {\frac {B_{t-1}}{P_{t}}}=E_{t}\sum _{j=1}^{\infty }{\frac {s_{t+j}}{R^{j}}}}